# Agromyza terebrans
Agromyza terebrans este o specie de muște din genul Agromyza, familia Agromyzidae, descrisă de Mario Bezzi și Tavares în anul 1916. Conform Catalogue of Life specia Agromyza terebrans nu are subspecii cunoscute.